# Juan Portilla
Juan Camilo Portilla Orozco (Cali, 12 de septiembre de 1998) es un futbolista colombiano. Juega de centrocampista y actualmente milita en Talleres de Córdoba de la Primera División de Argentina. Es internacional con la selección de fútbol de Colombia desde 2024.

## Selección nacional

### Absoluta
Ha sido internacional con la selección de fútbol de Colombia. Fue por primera vez convocado el 22 de marzo de 2024 por el entrenador Néstor Lorenzo para disputar los amistosos frente a España y Rumanía siendo suplente en los dos partidos.
Su debut oficial se dio el 10 de septiembre de 2024 en las Eliminatorias Sudamericanas 2026 frente a la selección de Argentina, jugando los últimos minutos. Debutó como titular en la doble fecha de noviembre frente a Uruguay y Ecuador.

#### Participaciones enEliminatorias al Mundial
| Eliminatoria                               | Sede del Mundial                 | Posición      | Resultado  | PJ | GA | Asis |
| ------------------------------------------ | -------------------------------- | ------------- | ---------- | -- | -- | ---- |
| Eliminatorias Mundial de Norteamérica 2026 | Estados Unidos · México · Canadá | 6°lugar 22pts | En disputa | 3  | 0  | 0    |

## Clubes
| Club                     | País           | Año       |
| ------------------------ | -------------- | --------- |
| Universitario de Popayán | Colombia       | 2016-2018 |
| Jacksonville Armada      | Estados Unidos | 2018      |
| Deportes Melipilla       | Chile          | 2018      |
| Alianza Petrolera        | Colombia       | 2019-2021 |
| América de Cali          | Colombia       | 2022-2023 |
| Talleres de Córdoba      | Argentina      | 2024-act. |

## Estadísticas

### Clubes
| Club                                | Div.          | Temporada     | Liga  | Liga  | Liga  | Copas | Copas | Copas | Internacional | Internacional | Internacional | Total | Total | Total |
| Club                                | Div.          | Temporada     | Part. | Goles | Asis. | Part. | Goles | Asis. | Part.         | Goles         | Asis.         | Part. | Goles | Asis. |
| ----------------------------------- | ------------- | ------------- | ----- | ----- | ----- | ----- | ----- | ----- | ------------- | ------------- | ------------- | ----- | ----- | ----- |
| Universitario de Popayán · Colombia | 2.ª           | 2016          | 8     | 0     | 0     | 1     | 0     | 0     | -             | -             | -             | 9     | 0     | 0     |
| Universitario de Popayán · Colombia | 2.ª           | 2017          | 24    | 0     | 0     | 3     | 1     | 0     | -             | -             | -             | 27    | 1     | 0     |
| Universitario de Popayán · Colombia | Total club    | Total club    | 32    | 0     | 0     | 4     | 1     | 0     | -             | -             | -             | 36    | 1     | 0     |
| Jacksonville Armada Estados Unidos  | 3.ª           | 2018          | 9     | 0     | 0     | 2     | 0     | 0     | -             | -             | -             | 11    | 0     | 0     |
| Jacksonville Armada Estados Unidos  | Total club    | Total club    | 9     | 0     | 0     | 2     | 0     | 0     | -             | -             | -             | 11    | 0     | 0     |
| Deportes Melipilla · Chile          | 2.ª           | 2018          | 4     | 0     | 0     | -     | -     | -     | -             | -             | -             | 4     | 0     | 0     |
| Deportes Melipilla · Chile          | Total club    | Total club    | 4     | 0     | 0     | -     | -     | -     | -             | -             | -             | 4     | 0     | 0     |
| Alianza Petrolera · Colombia        | 1.ª           | 2019          | 2     | 0     | 0     | 4     | 0     | 0     | -             | -             | -             | 6     | 0     | 0     |
| Alianza Petrolera · Colombia        | 1.ª           | 2020          | 10    | 0     | 1     | 4     | 0     | 0     | -             | -             | -             | 14    | 0     | 1     |
| Alianza Petrolera · Colombia        | 1.ª           | 2021          | 43    | 1     | 3     | 1     | 0     | 0     | -             | -             | -             | 44    | 1     | 3     |
| Alianza Petrolera · Colombia        | Total club    | Total club    | 55    | 1     | 4     | 9     | 0     | 0     | -             | -             | -             | 64    | 1     | 4     |
| América de Cali · Colombia          | 1.ª           | 2022          | 38    | 0     | 1     | 1     | 0     | 0     | 2             | 0             | 0             | 41    | 0     | 1     |
| América de Cali · Colombia          | 1.ª           | 2023          | 39    | 1     | 0     | 2     | 0     | 0     | -             | -             | -             | 41    | 1     | 0     |
| América de Cali · Colombia          | Total club    | Total club    | 77    | 1     | 1     | 3     | 0     | 0     | 2             | 0             | 0             | 82    | 1     | 1     |
| Talleres Argentina                  | 1.ª           | 2024          | 25    | 0     | 1     | 15    | 1     | 4     | 7             | 0             | 0             | 47    | 1     | 5     |
| Talleres Argentina                  | 1.ª           | 2025          | 12    | 0     | 0     | 1     | 0     | 0     | 6             | 0             | 0             | 19    | 0     | 0     |
| Talleres Argentina                  | Total club    | Total club    | 37    | 0     | 1     | 16    | 1     | 4     | 13            | 0             | 0             | 66    | 1     | 5     |
| Total carrera                       | Total carrera | Total carrera | 214   | 2     | 6     | 34    | 2     | 4     | 15            | 0             | 0             | 263   | 4     | 10    |

### Selección
Actualizado al último partido disputado el 19 de noviembre de 2024.

| Selección           | Año   | Amistosos | Amistosos | Amistosos | Mundial | Mundial | Mundial | Copa América | Copa América | Copa América | Eliminatorias | Eliminatorias | Eliminatorias | Total | Total | Total |
| Selección           | Año   | Part.     | Goles     | Asis      | Part.   | Goles   | Asis    | Part.        | Goles        | Asis         | Part.         | Goles         | Asis          | Part. | Goles | Asis  |
| ------------------- | ----- | --------- | --------- | --------- | ------- | ------- | ------- | ------------ | ------------ | ------------ | ------------- | ------------- | ------------- | ----- | ----- | ----- |
| Absoluta · Colombia |       |           |           |           |         |         |         |              |              |              |               |               |               |       |       |       |
| 2024                | —     | —         | —         | —         | —       | —       | —       | —            | —            | 3            | 0             | 0             | 3             | 0     | 0     |       |
| Total               | Total | 0         | 0         | 0         | 0       | 0       | 0       | 0            | 0            | 0            | 3             | 0             | 0             | 3     | 0     | 0     |

## Palmarés

### Títulos nacionales
| Título                  | Club     | País      | Año  |
| ----------------------- | -------- | --------- | ---- |
| Supercopa Internacional | Talleres | Argentina | 2023 |